# L-410 Turbolet
L-410 Turbolet je dvomotorni avion kratkog doleta izrađen u češkoj zrakoplovnoj tvrtki LET, namijenjena za prijevoz putnika ili tereta. Prvi let bio je 1969. a s više od 1.100 proizvedenih aviona je najpopularniji avion do 19 sjedala u povijesti.

## Razvoj
Razvoj L-410 bio je pokrenut 1960-ih u zrakoplovnoj tvrtki Czechoslovakian Let Kunovice. Sovjetski avioprijevoznik Aeroflot tražio je zamjenu za Antonov An-2 dajući početnu inicijativu za projekt tvrtki LET. Nakon pripremnih projektiranja pod oznakom L-400, avion je predstavljen kao L-410 Turbolet. Prvi prototip, XL-410  poletio je 16. travnja 1969. Radi kašnjenja razvoja predviđenog češkog turbo-prop motora Walter M601, prototip i prvi proizvedeni avioni pokretani su Pratt & Whitney Canada PT6A-27 motorima. 
Nakon završetka češkog motora izlazi nova L-410M inačica s M601 na koji su ugrađeni trokraki Avia V508 propeleri. 
Sljedeća inačica za Aeroflot bila je L-410 UVP. Radi povećanih površina i krila i repnih površina avion ima poboljšane STOL osobine u uzlijetanju i slijetanju. Radi povećane težine i pomaka centra težišta, avionu je smanjen broj sjedala na 15. 
Najčešća inačica je L-410UVP-E. MTOW aviona je 6.400 kg, na snažnijim M601E motorima ugrađen je peterokraki V510 propeler a na vrhovima krila ugrađeni su spremnici za gorivo s čime se povećao i dolet zrakoplova. Prvi let je bio 1984. godine a proizvodnja je počela je 1986.
L-410UVP-E9 i UVP-E20 su inačice koje se razlikuju od drugih samo u manjim izmjenama proizašle iz različitih propisa za dobivanje dozvole. 
L-410 UVP-E je putnička inačica s kabinom pod tlakom pokretana s Avia V510 motorima s peterokrakim propelerom. Opremljena je s uvlačivim podvozjem.  Zrakoplov koristi dva hidraulička sustava: glavni i u slučaju opasnosti a glavni električni sustav koristi 28V istosmjerne struje. Sustav za odleđivanje zrakoplova tijekom leta sadrži gume uzduž napadne ivice krila koje se u slučaju nakupljanja leda napušu; električne grijače na propelerima, vjetrobranskom staklu pilotske kabine i pitot-statičkom sustavu. MTOW L-410 UVP-E je 6.400 kg uz mogućnost povećanja do 6.600 kg za E9 i E20 inačice a broj putnika koje avion može prevesti je od 17 do 19. Brzina krstarenja je 170 KIAS (brzina prema indikatorima pitot statičkog sustava) a maksimalni dolet oko 770 nautičkih milja.  Avion ima dozvolu za IFR let, KAT I ILS prilaz i letove u uvjetima zaleđivanja. 
Izrađeno je više od 1.100 L-410 aviona od kojih oko 500 još uvijek lete. Većina u zemljama bivšeg Sovjetskog Saveza od kojih je dio preprodan u zrakoplovne tvrtke Azije, Afrike i Južne Amerike a oko 40 zrakoplova je za komercijalne putničke i teretne letove ili za skokove s padobranom u uporabi po cijeloj Europi. Zrakoplov se može koristiti na kratkim i loše uređenim uzletno-sletnim stazama.

## Inačice
- L-410 - prototip, izrađeno je tri aviona.
- L-410A - prvi izrađeni avioni s turbo-prop Pratt & Whitney PT6A-27 motorima, izrađeno je 12 aviona.
- L-410AB - inačica s četverokrakim propelerom.
- L-410AF - inačica za fotografiranje iz zraka isporučena u Mađarsku.
- L-410AG - inačica s modificiranom opremom.
- L-410AS - avion za testiranje isporučen SSSR-u, izrađeno je pet aviona.
- L-410FG - inačica za mjerenja i kartografiju.
- L-410M - druga serija s Walter M601A motorima.
- L-410AM - poboljšana inačica s motorima M601B,  poznata i kao L-410MA ili L-410MU.
- L-410UVP - treća, temeljno izmijenjena serija. Avion je dobio manji prtljažni prostor, raspon krila povećan je za 0,80 m i ima veći vodoravni stabilizator. UVP inačice imaju STOL karakteristike.
- L-410UVP-S - UVP salon inačica s ulaznim stepenicama.
- L-410UVP-E - inačica s M601E motorima koji pokreću peterokraki propeler i s dodatnim spremnicima za gorivo ugrađenim na vrhovima krila.
- L-410T - UVP inačica s većim vratima (1,25 m x 1,46 m). Kao medicinski zrakoplov, uz medicinsko osoblje, može prevesti 6 osoba u ležećem položaju, a kao športski avion može prevesti 12 padobranaca.
- L-420 - avion po izgledu kao L-410UVP-E,  ali s novim M601F motorima.

## Tehničke karakteristike (L-410UVP-E)
Osnovne karakteristike
- posada: 2 (pilot i  kopilot)
- kapacitet: 19 putnika ili 1.710 kg  tereta
- dužina: 14,42 m
- raspon krila: 19,48 m
- površina krila: 35,18 m2
- visina: 5,83 m

Letne karakteristike
- najveća brzina: 388 km/h
- ekonomska brzina: 311 km
- dolet: 1.040 km
- brzina penjanja: 468 m/min
- najveća visina leta: 70.00 m
- motor: 2 × Walter M601E turbo-prop motori, 560 kW (750 ks) svaki

## Vanjske poveznice
- Let Aircraft Industries let.cz
- Neslužbena stranica